# Golfo de la Paciencia
El golfo de la Paciencia (del ruso: Залив Терпения, Zaliv Terpeniya) (en japonés: 多来加湾,  Taraika wan) es un entrante del mar de Ojotsk localizado en la costa suroccidental de la isla de Sajalín.
Sus costas y aguas, administrativamente, pertenecen al óblast de Sajalín de la Federación de Rusia.

## Geografía
El golfo de la Paciencia se localiza entre el cuerpo principal de la isla de Sajalín y el cabo de la Paciencia, en el este. Tiene una longitud de unos 225 km, una anchura de 120 km y una profundidad de hasta 50 m. En el golfo desagua el río Poronai (350 km).
En invierno, las aguas del golfo se congelan. El golfo es rico en recursos biológicos, incluido el salmón del Pacífico y el salmón rosado.
Los principales puertos del golfo se encuentran en Poronaisk (16.461 hab. en 2010) y Makarov ( 7.271 hab. en 2002).

## Historia
Los primeros europeos de los que hay constancia que visitaron la bahía fueron la tripulación del barco neerlandés Castricum, capitaneada por Maarten Gerritsz Vries, que estaban allí en el verano de 1643, y que bautizaron el golfo en recuerdo de la larga espera que tuvieron que hacer para que desapareciese la niebla y pudieran continuar su expedición de exploración. Esa niebla les impidió advertir la existencia del estrecho de La Pérouse, entre las islas de Hokkaido y Sajalín.